# Liste der irischen Botschafter in China

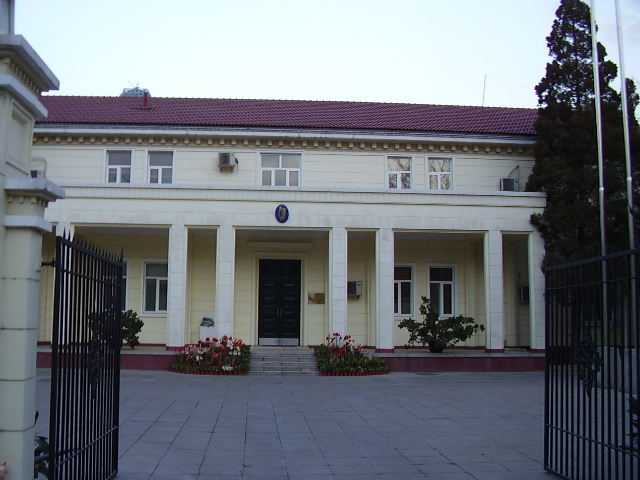
Der in Peking residierende Botschafter ist regelmäßig auch in Manila, Islamabad und Ulaanbaatar akkreditiert.

Die irische Botschaft befindet sich in Peking.
| Ernannt / Akkreditiert | Botschafter            | Bemerkungen | Taoiseach          | Ministerpräsident der Volksrepublik China | Posten verlassen |  |
| ---------------------- | ---------------------- | --- | ------------------ | ----------------------------------------- | ---------------- |  |
| 22. Juni 1979          |                        | Aufnahme diplomatischer Beziehungen | Charles J. Haughey | Hua Guofeng                               |                  |  |
| 1980                   | John H. F. Campbell    | 2002 Botschafter in Lissabon | Charles J. Haughey | Zhao Ziyang                               | 1983             |  |
| 1983                   | Dermot Patrick Waldron | (* 1926 in the County Tipperary) 1962 Gesandter in Wien, 1982: Botschafter in Stockholm auch in Warschau akkreditiert, 1998: Botschafter in Bern, | Charles J. Haughey | Zhao Ziyang                               | 13. Jan. 1987    |  |
| 1987                   | Gearoid O’Broin        | | Charles J. Haughey | Li Peng                                   | 1991             |  |
| 1993                   | Thelma Maria Doran     | (* 17. Mai 1944 in Dublin)-1974 Gesandtschaftssekretärin zweiter Klasse in Bern, 1977 Gesandtschaftssekretärin erster Klasse in Bonn, 6. Mai 1980–1984 Generalkonsulin in San Francisco, 14.11.1998-2000: Botschafterin Wien, 17.9.2001-2003: Botschafterin in Warschau also accredited to Latvia and Lithuania Oslo | Albert Reynolds    | Li Peng                                   |                  |  |
| Sep. 1999              | Declan Connolly        | | Bertie Ahern       | Zhu Rongji                                | Juli 2004        |  |
| 2000                   | Joe Hayes              | | Bertie Ahern       | Zhu Rongji                                |                  |  |
| 5. Nov. 2004           | Declan Kelleher        | [ 2 ] | Bertie Ahern       | Wen Jiabao                                | 2013             |  |
| 25. Okt. 2013          | John Paul Kavanagh     | | Enda Kenny         | Li Keqiang                                | Aug. 2017        |  |
| Sep. 2017              | Eoin O’Leary           | | Leo Varadkar       | Li Keqiang                                | Aug. 2020        |  |
| Jan. 2021              | Ann Derwin             | | Micheál Martin     | Li Keqiang                                |                  |  |